# Uchatius-Verfahren

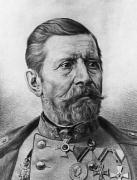
Franz Freiherr von Uchatius
(1811–1881)

Das Uchatius-Verfahren ist eine im 19. Jahrhundert vom österreichischen Feldmarschallleutnant Franz von Uchatius entwickelte Methode der Stahlerzeugung. Hiervon zu unterscheiden ist die von Uchatius erfunde Stahlbronze, die bei der Artillerie zum Einsatz kam. 

## Geschichte
Um die Mitte des 19. Jahrhunderts stieg durch die wirtschaftliche Entwicklung der Bedarf für Gussstahl stark an. Die bis dahin gebräuchlichen Formen der Stahlherstellung konnten nicht die benötigten großen Mengen liefern, da man Stahl noch recht kompliziert über den Umweg von Stabeisen herstellte, was sehr umständlich und kostenaufwendig war. Der damalige Hauptmann Franz von Uchatius, ein österreichischer Artillerie-Offizier, stellte der Öffentlichkeit 1856 eine neue Art der Stahlherstellung vor, bei der man viel kostengünstiger große Mengen Stahls herstellen konnte. Er hatte insgesamt elf Jahre an dem Problem gearbeitet.
Der Stahl, der mit dieser Methode gewonnen wurde, war von sehr guter Qualität und konnte vielseitig verwendet werden. Uchatius meldete seine Erfindung in vielen Staaten zum Patent an und es schien einige Zeit so, als würde das Uchatius-Verfahren einen großen internationalen Durchbruch erleben. Allerdings hatte ungefähr zur selben Zeit der Brite Henry Bessemer sein Verfahren entwickelt, das mittels der berühmten Bessemerbirne noch günstiger Stahl herstellen konnte. Anfangs sehr umstritten, machte Bessemer schließlich das Rennen, und das Uchatius-Verfahren setzte sich nicht durch. Nur in Schweden wurde noch jahrzehntelang Stahl sehr guter Qualität nach dem Uchatius-Verfahren hergestellt.
Uchatius entwickelte auch die Hart- oder Stahlbronze für den Guss von Geschützen, damit konnte teurer Stahl ersetzt werden. Wie jede Bronze hat auch dieser Werkstoff nichts mit Stahl oder dem Uchatius-Verfahren zu tun.

## Methode
Bei dieser Methode wurde geschmolzenes Roheisen in Wasser eingegossen und in durch Rühren in Granulat verwandelt. Dann kamen verschiedene Zuschläge wie Brauneisenstein dazu. Dieses Granulat wurde schließlich bei hohen Temperaturen unter Zuführung von sehr viel Sauerstoff vom Kohlenstoff befreit.